# Venere e Marte (Rubens)
Venere e Marte è un dipinto ad olio su tavola del pittore fiammingo Peter Paul Rubens ed è una delle opere più importanti conservate a Palazzo Bianco.

## Storia
La tavola è stata identificata nell'inventario a stampa dei beni dello stesso Rubens alla voce "Un suisse avec sa maitresse, accompagnée d'un satyre, oeuvre imnparfait sur fond de bois". Nel 1668 compare invece nell'elenco dei beni redatto a Madrid alla morte di Luis de Benavides Carrillo de Toledo, marchese di Caracena e governatore di Milano e delle Fiandre. Nel 1691 viene citata nell'inventario del X Almirante di Castiglia con una misura in altezza lievemente maggiorata. Nel 1735 viene infine espressamente identificata a Genova, a Palazzo Rosso, come proprietà di Gio. Francesco II Brignole-Sale. La critica ipotizza che la tela sia arrivata in città da Madrid una trentina d’anni prima, per tramite di Francesco de Mari. Giunta infine all'ultima erede del casato, Maria Brignole-Sale, venne trasportato nella residenza parigina della famiglia all'Hôtel de Matignon. Nel 1889, secondo le disposizioni della stessa Duchessa di Galliera, venne riportata nel capoluogo ligure e donata alle collezioni civiche cittadine.

## Descrizione e stile
L’interpretazione allegorica tradizionale delle figure, affermatasi nell’arco del secolo scorso, è la seguente: Marte, dio della guerra, vestito da lanzichenecco, cede al fascino sensuale di Venere, anche lei in abiti contemporanei. Intanto Amore, posto in basso a destra, lo disarma. Bacco offre a Marte una coppa di vino versato dalla fiasca d’argento. Nell’angolo in alto a destra, poco visibile, si scorge una vecchia, simbolo della Furia guerresca, che guarda Marte mentre si dirige verso un piacere più intenso di quello della guerra. Tale lettura iconografica segue cronologicamente quella che, sulla scorta degli antichi inventari e guide del museo di Palazzo Bianco, vedeva nelle due figure principali dell’opera due ritratti dello stesso Rubens e di sua moglie; tuttavia la figura femminile, in abiti coevi, rispecchia nelle sue forme tornite e nella sua fisionomia canoni di bellezza comuni nella produzione rubensiana, mentre la figura maschile ricorda il volto di un membro della famiglia Van den Wijngaerd, che Rubens ritrasse almeno altre due volte e che forse continuò ad utilizzare come modello fisiognomico. La scelta di vestire Marte come un Lanzichenecco è condizionata dalle guerre che avevano devastato l’Europa in quegli anni, in particolare quella dei Trent’Anni che dilaniò il vecchio continente dal 1618 al 1648.
Di recente il soggetto è stato interpretato più genericamente come una allegoria dell'intemperanza, rifiutando l’identificazione dei due protagonisti come il dio della Guerra e la dea dell’Amore ma inserendo piuttosto l’opera all’interno di una tradizione visiva e iconografica che attribuiva una connotazione negativa alla seduzione carnale e all’ebrezza contrapponendo alla eroica figura maschile una figura femminile seduttiva e ammaliatrice. Capolavoro rubensiano della tarda maturità, databile tra il 1632 e il 1635, è dipinto con la consueta tecnica a tocchi rapidi di materia pittorica carichi d’intensità cromatica. Particolare la scelta del supporto, costituito da diverse assi di legno poste in orizzontale e una in verticale sul limite destro del quadro, di cui sono visibili a occhio nudo le connessioni nelle incrinature della pellicola pittorica.